# HK Lida
Le HK Lida - en biélorusse : ХК Ліда - est un club de hockey sur glace de Lida en Biélorussie.

## Historique
Le club est créé en 2011. Il évolue dans l'Ekstraliga.

## Palmarès
Aucun titre.